# Bulbophyllum xanthornis
Bulbophyllum xanthornis là một loài phong lan thuộc chi Bulbophyllum.